# Румянцево (станция метро)
«Румя́нцево» — станция Московского метрополитена на Сокольнической линии. Расположена в районе Солнцево Западного административного округа; названа по одноимённой деревне. Открыта 18 января 2016 года и является первой станцией, открывшейся на тогдашней территории Новомосковского административного округа (в поселении Московский) и Новой Москвы в целом.

## История
Впервые станция упоминается в генплане 1971 года. Её строительство предполагалось для связи с Москвой планировавшегося Южного вокзала, который предлагали построить для разгрузки Курского вокзала. Но проект вокзала был отклонён, и надобность в станции отпала. За станцией планировалось также электродепо «Румянцево», необходимость которого вызвана тем, что у Сокольнической линии оба электродепо находятся на севере (в настоящее время ведётся строительство депо «Столбово»). В конце 80-х годов станцию предполагалось построить в составе хордовой линии вдоль Ленинского проспекта. После отказа от существовавших проектов хорд станция вернулась на Сокольническую линию, по Генплану 2009 года её строительство отводилось на 2025 год.
В связи с расширением территории Москвы в 2011—2012 годах потребность в станции возросла, и ввод участка был запланирован на 2014 год, однако в указанный срок станция открыта не была, сроки сдачи сначала были перенесены на май 2015 года, потом — на декабрь. 31 декабря состоялся технический запуск станции, а открытие движения для пассажиров состоялось 18 января 2016 года. С открытием «Румянцева» в Московском метрополитене стало 199 станций.
Являлась самой короткой по продолжительности пребывания конечной за всю историю Московского метрополитена (28 дней), до продления линии до станции «Саларьево», открытой 15 февраля того же года.
8 мая 2024 года в Новой Москве были упразднены поселения в пользу новых районов, а также произошёл обмен участками территорий существующих районов с вновь образованными. В результате реформы станция, располагавшаяся на территории поселения Московский Новомосковского административного округа, оказалась в районе Солнцево Западного административного округа[значимость факта?].
| - Изначальный проект станции, 2013 год - Финальный проект (с типовым панно), 2015 год |

## Архитектура и оформление
«Румянцево» — колонная трёхпролётная станция мелкого заложения с 10 рядами колонн, дублированными дополнительной опорой («сороконожка»). Подобный проект впервые осуществляется в московском метро. По первоначальному архитектурному решению, разработанному в бюро «Инжпроект», станция должна была представлять собой крытый перрон с двускатным потолком, уличными скамейками и вставными барельефами по путевым стенам, имитирующими фасады зданий. Рассматривался вариант с платформенными дверями, исполненными как часть барельефов. В октябре 2014 года проект был пересмотрен. Потолок был заменён на плоский как более соответствующий тектонике станции, для облицовки путевых стен были предложены основанные на творчестве Мондриана абстрактные рисунки, а на платформах — ярко-красные скамейки. Несущие конструкции было указано выполнить в контрастной чёрно-белой гамме, а в общем виде станции должны преобладать геометрически правильные формы.
В связи с ограниченным местом для строительства — общая длина выделенной площадки составила 280 метров против обычных 400 — проектировщики предложили расположить все кассовые вестибюли и служебно-технологические помещения на отдельном верхнем ярусе, а платформу — на нижнем. По торцам станции, согласно проекту, были размещены лифты для лиц с ограниченными физическими возможностями и эвакуационные лестницы. На платформе расположены четыре эскалатора для подъёма пассажиров в кассовые залы. Наземные вестибюли похожи на ротонды вестибюлей таких станций, как «Алма-Атинская» и «Пятницкое шоссе», построенных в 2012 году.
| - Станционный путь - Платформа - Центральный зал - Эскалаторы - Название на путевой стене - Станция 31 декабря 2015 года - Станция 25 марта 2016 года - Станция в декабре 2024 года |

## Пассажиропоток
По данным на февраль 2016 года, станцией пользуются 26 тысяч человек в день.

## Расположение
Станция расположена за МКАД на Киевском шоссе близ деревень Румянцево, Саларьево и Дудкино. Станция имеет два выхода, оба по северную сторону Киевского шоссе. У западного выхода была организована бесплатная перехватывающая парковка. В настоящий момент у станции отсутствует пешеходный переход на южную сторону шоссе, автобусы, следующие в сторону МКАД по Киевскому шоссе, не останавливаются возле станции.
| - Входной павильон - Входной павильон, вид изнутри |

## Строительство
С января по март 2013 года велись огородительные работы будущего котлована. 28 марта началась раскопка котлована под станцию.
В конце июля 2013 года со станционного комплекса «Тропарёво» в сторону станции стартовал ТПМК фирмы «Herrenknecht», названный «Лия», которому предстояло пройти правый перегонный тоннель длиной 1350 метров, а 1 октября 2013 года от «Тропарёва» стартовал ТПМК с именем «Анастасия», которому предстояло пройти левый перегонный тоннель длиной 2100 метров, пересечь МКАД и выйти у станции.
3 апреля 2014 года завершена проходка щита «Лия» ППТ от станции «Тропарёво» до «Румянцева». Далее щит перевезли в «Саларьево», откуда он проводил плановую проходку назад к станции «Румянцево» с конца месяца. Выход второго щита («Анастасия»), работавшего в ЛПТ в том же направлении, успешно совершился 13 мая. 30 сентября «Лия» также завершила свою вторую миссию на участке, построив ППТ со стороны «Саларьева». Проходка ЛПТ в том же направлении на данном этапе ведётся с конца мая щитом «Надежда», выход которого в демонтажную камеру состоялся в конце октября.
На 1 октября 2014 года каркас станции (платформа, потолочные крепления, спуски и путевые лотки) был завершён на три четверти, проёмы в основном оставались за станцией и в тупиках. Вестибюли закладывались на уровне фундамента, в выходах вязалась арматура под заливку. На станции также монтировались фальшстены вдоль путевых стен, за которыми будут располагаться рельефные декорации оформления.
В январе 2015 г. были установлены 6 эскалаторов, связавших вестибюль и платформу станции, и было почти завершено строительство двух выходов. В августе 2015 г. началось строительство павильонов над лестничными сходами и монтаж облицовочных панелей путевых стен и потолка.
29 декабря по участку «Тропарёво» — «Саларьево» прошёл пробный поезд. 31 декабря 2015 года состоялся пуск станции в техническом режиме. По словам мэра Москвы Сергея Собянина, строительные работы на станции к этому времени были практически завершены. В тот же день началась обкатка нового участка, а через несколько недель — 18 января 2016 года - станция открылась для пассажиров.
| - Вид на строительную площадку станции метро «Румянцево», июль 2013 года - Станция в процессе отделки |

## Эксплуатация
8 мая 2024 года в Новой Москве были упразднены поселения в пользу новых районов, а также произошёл обмен участками территорий существующих районов с вновь образованными. В результате реформы станция, располагавшаяся на территории поселения Московский, оказалась в районе Солнцево Западного административного округа.

## Станция в цифрах
- Таблица времени прохождения первого поезда через станцию[20]:

| По чётным числам              | Будние дни | Выходные дни |
| По нечётным числам            | Будние дни | Выходные дни |
| В сторону станции «Тропарёво» | 05:53:00   | 05:53:00     |
| В сторону станции «Тропарёво» | 05:50:00   | 05:50:00     |
| В сторону станции «Саларьево» | 05:56:00   | 05:56:00     |
| В сторону станции «Саларьево» | 05:48:00   | 05:48:00     |

## Наземный общественный транспорт
На этой станции можно пересесть на следующие маршруты городского пассажирского транспорта:
- Автобусы: е10, 343, 485, 890